# Космос-638
Космос-638 је један од преко 2400 совјетских вјештачких сателита лансираних у оквиру програма Космос.
Космос-638 је лансиран са космодрома Тјуратам, Бајконур, СССР, 3. априла 1974. Ракета-носач Сојуз је поставила сателит у орбиту око планете Земље. 